# Zé Santana
José Ribamar Noleto de Santana (Paraibano, 05 de fevereiro de 1964) conhecido como Zé Santana, é um professor, advogado e político brasileiro, filiado ao Partido dos Trabalhadores (PT). Em 14 de dezembro de 2018, assumiu o mandato de senador pelo Piauí.

## Biografia
Na página da Assembleia Legislativa do Piauí tem as seguintes informações: "professor concursado da Secretaria de Educação do Estado do Piauí. Doutorando em Ciências Jurídicas e Sociais pela Universidad del Museo Social Argentino, Buenos Aires – Argentina. Especializando em  Direito  Constitucional na Universidade Federal do  Piauí / Escola  Superior da Advocacia da OAB/PI. Especialização em Formação de Gestores Públicos Fundação Getúlio Vargas. Já exerceu  funlções no serviço público como Diretor Legislativo, Diretor de Gestão de Pessoas na Companhia de Habitação do Piauí, Conselheiro Penitenciário, Diretor de Orçamento e Finanças da Secretaria de Justiça do Piauí".
Em 2018 renunciou ao mandato de deputado estadual para assumir a vaga da petista Regina Sousa no senado federal.  No senado apresentou o projeto de lei nº 544/2018, que visa alterar a Lei de Execução Penal na parte dos procedimentos para a execução indireta de atividades em estabelecimentos penais.